# 希尔策·费伦茨
希尔策·费伦茨（匈牙利語：Hirzer Ferenc，1902年11月21日—1957年4月28日），匈牙利男子足球运动员。他曾当选1925-1926赛季意甲联赛最佳射手。他也曾代表匈牙利国奥队参加1924年夏季奥林匹克运动会。